# Оттава-Гіллс (Огайо)
Оттава-Гіллс (англ. Ottawa Hills) — селище (англ. village) в США, в окрузі Лукас штату Огайо. Населення — 4790 осіб (2020).

## Географія
Оттава-Гіллс розташована за координатами 41°40′12″ пн. ш. 83°38′29″ зх. д. / 41.67000° пн. ш. 83.64139° зх. д. (41.670056, -83.641307).  За даними Бюро перепису населення США в 2010 році селище мало площу 4,82 км², з яких 4,78 км² — суходіл та 0,04 км² — водойми.

## Демографія
Згідно з переписом 2010 року, у селищі мешкало 4517 осіб у 1740 домогосподарствах у складі 1265 родин. Густота населення становила 936 осіб/км².  Було 1850 помешкань (384/км²).
Расовий склад населення:
| - 87,8 % — білих - 6,0 % — азіатів - 3,7 % — чорних або афроамериканців - 0,2 % — корінних американців |

До двох чи більше рас належало 1,8 %. Частка іспаномовних становила 2,0 % від усіх жителів.
За віковим діапазоном населення розподілялося таким чином: 28,6 % — особи молодші 18 років, 55,2 % — особи у віці 18—64 років, 16,2 % — особи у віці 65 років та старші. Медіана віку мешканця становила 43,6 року. На 100 осіб жіночої статі у селищі припадало 89,8 чоловіків;  на 100 жінок у віці від 18 років та старших — 85,2 чоловіків також старших 18 років.
Середній дохід на одне домашнє господарство  становив 163 948 доларів США (медіана — 110 114), а середній дохід на одну сім'ю — 194 445 доларів (медіана — 138 214). За межею бідності перебувало 3,1 % осіб, у тому числі 1,7 % дітей у віці до 18 років та 1,9 % осіб у віці 65 років та старших.
Цивільне працевлаштоване населення становило 2074 особи. Основні галузі зайнятості: освіта, охорона здоров'я та соціальна допомога — 34,4 %, науковці, спеціалісти, менеджери — 19,7 %, виробництво — 12,5 %, мистецтво, розваги та відпочинок — 7,8 %.